# Associação Académica de Coimbra - Organismo Autónomo de Futebol 2016-2017
Questa voce raccoglie le informazioni riguardanti l'Associação Académica de Coimbra - Organismo Autónomo de Futebol nelle competizioni ufficiali della stagione 2016-2017. 

## Rosa
| N. |                       | Ruolo | Calciatore         |
| -- | --------------------- | ----- | ------------------ |
| 1  | Portogallo (bandiera) | P     | João Gomes         |
| 2  | Capo Verde (bandiera) | C     | Tom Tavares        |
| 3  | Portogallo (bandiera) | D     | Diogo Coelho       |
| 4  | Portogallo (bandiera) | D     | Hugo Ribeiro       |
| 5  | Brasile (bandiera)    | D     | William Gustavo    |
| 6  | Francia (bandiera)    | D     | Tripy Makonda      |
| 7  | Portogallo (bandiera) | A     | Marinho            |
| 8  | Portogallo (bandiera) | D     | Pedro Correia      |
| 10 | Portogallo (bandiera) | A     | Rui Miguel         |
| 11 | Portogallo (bandiera) | A     | André Vidigal      |
| 13 | Portogallo (bandiera) | D     | João Real          |
| 17 | Portogallo (bandiera) | D     | Nuno Santos        |
| 19 | Ghana (bandiera)      | A     | Ernest Ohemeng     |
| 20 | Portogallo (bandiera) | A     | João Traquina      |
| 21 | Portogallo (bandiera) | D     | Alexandre Alfaiate |
| 22 | Brasile (bandiera)    | C     | Kaká               |

| N. |                          | Ruolo | Calciatore         |
| -- | ------------------------ | ----- | ------------------ |
| 23 | Portogallo (bandiera)    | A     | Dany Marques       |
| 24 | Corea del Sud (bandiera) | C     | Mun Ki Hwang       |
| 27 | Portogallo (bandiera)    | C     | Pedro Nuno         |
| 28 | Portogallo (bandiera)    | C     | Nuno Piloto        |
| 29 | Portogallo (bandiera)    | D     | Rúben Vinagre      |
| 33 | Cina (bandiera)          | A     | Li Rui             |
| 43 | Burkina Faso (bandiera)  | C     | Nii Plange         |
| 44 | Brasile (bandiera)       | D     | Yuri               |
| 48 | Portogallo (bandiera)    | C     | Artur Taborda      |
| 65 | Portogallo (bandiera)    | C     | Fernando Alexandre |
| 71 | Portogallo (bandiera)    | P     | José Costa         |
| 87 | Portogallo (bandiera)    | P     | Ricardo Ribeiro    |
| 88 | Capo Verde (bandiera)    | C     | Jimmy              |
| 90 | Portogallo (bandiera)    | A     | Tozé Marreco       |
|    | Portogallo (bandiera)    | C     | Pedro Lagoa        |